# Séisme de 2014 en Guadeloupe
Un séisme de magnitude 5,7 est survenu en Guadeloupe, dans la région de Basse-Terre, le 19 décembre 2014 à 15 h 49.